# Aridaria
Aridaria là chi thực vật có hoa trong họ Aizoaceae.